# Anelaphus punctatus
Anelaphus punctatus är en skalbaggsart som först beskrevs av Leconte 1873.  Anelaphus punctatus ingår i släktet Anelaphus och familjen långhorningar. Inga underarter finns listade i Catalogue of Life.